# سراج العقول في منهاج الأصول
سراج العقول في منهاج الأصول كتاب من تأليف القزويني بهاء الدين المعروف بالنجار (493-580هـ/1099-1184م. قال عنه الشعراني في المنن الكبرى: «وهو كتاب نفيس مشتمل على أربعين مسألة من مشكلات علم الكلام عقد لكل مسألة بابا جمع فيه نقول المتقدّمين والمتأخرين، وما رأيت أطول في علم الكلام باعًا منه.»

## محتوى الكتاب
فيما يلي  المسائل التي عرض لها القزويني في كتابه تجدها مرتبة في مقدمة الكتاب كالتالي: 
- الأول: في معرفة الله تعالى.
- الثاني: في جواز رؤية الله عقلا.
- الثالث: في معنى قوله تعالى: «الرحمن على العرش استوى.» (طه؛ 5)
- الرابع: في قول النبيّ صلّى الله عليه وسلّم : "ينزل الله على كرسيّه..."
- الخامس: في إثبات كلام الله من غير حرف وصوت.
- السادس: في إثبات الكسب وخلق الأفعال.
- السابع: في حدث العالم .
- الثامن: فيما جاء من مدّة العالم وفيه  نقض النجوم.
- التاسع: في بدء الخلق.
- العاشر: في خلق الأرض وخلق آدم منها عليه السلام.
- الحادي عشر: في أخذ الميثاق .
- الثاني عشر: في صفة آدم وفي مقادير أعمار أولاده.
- الثالث عشر: في خلق الجنين من النطفة .
- الرابع عشر: في تصوير الجنين في قرار مكين.
- الخامس عشر: في الأرواح وما قيل فيها والمعاد.
- السادس عشر: في تهيئة الأجساد لقبول الأرواح.
- السابع عشر: في صورة الصُّور وإحياء من في القبور .
- الثامن عشر: في شُبَه المنكرين للبعث.
- التاسع عشر: في محصول [كذا] البدء ||3 والإعادة على الإيجاز .
- العشرون: في السبب الداعي إلى إنكار الآخرة لمنكريها.
- الحادي والعشرون: في الأوّليات العظائم المخلوقة للبقاء.
- الثاني والعشرون: في الرؤيا ورؤية الله تعالى ورسوله في المنام.
- الثالث والعشرون: في استجابة الدعاء.
- الرابع والعشرون: في حقيقة حبّ العبد لله وحبّ الله للعبد .
- الخامس والعشرون: في إثبات الجنّ.
- السادس والعشرون: في صفة الثور والحوت الحاملين الأرض.
- السابع والعشرون: في الزلزلة والهدّات والصواعق.
- الثامن والعشرون: في نزول عيسى عليه السلام.
- التاسع والعشرون: في طلوع الشمس من مغربها.
- الثلاثون: في صفة الصراط.
- الحادي والثلاثون: في صفة قراءة الكتب.
- الثاني والثلاثون: في صفة الميزان.
- الثالث والثلاثون: في نقل الحسنات من الظالم إلى المظلوم.
- الرابع والثلاثون: في صفة الجنّة ونعيمها.
- الخامس والثلاثون: في بعثة الأنبياء عليهم السلام.
- السادس والثلاثون: دلائل النبوّة.
- السابع والثلاثون: في الفرق بين المعجزة والسحر والشعبذة.
- الثامن والثلاثون: في الفرق بين المعجزة، والكرامة، والكهانة، واستحالة المعجزة على يد الكاذب .
- التاسع والثلاثون: في إثبات نبوّة نبيّنا محمّد صلّى الله عليه وسلّم.
- الأربعون: في تكفير الفرق.

والكتاب من مؤلفات القرن السادس الهجري كما يذكر صاحبه إلا أن كارل بروكلمان في تاريخه ذكر أنه من تأليف البري الذي لم يستطع المستشرق الألماني الوقوف على ترجمة له وتبعه في ذلك عمر كحالة في معجم المؤلفين واقتصر على ذكر عبارة سراج العقول ونسبه للبروي،. لكن نسبة الكتاب ثابتة ولا غبار عليها لأن ابن الساعي ذكره من جملة مؤلفات بهاء الدين القزويني في كتاب العقد الثمين أسماء المؤلفين ونسبه الشعراني كما ذكرنا في لطائف المنن للقزويني ونقل منه في اليواقيت والجواهر في عدّة مواضع.
ومن اللافت للانتباه ما وقع من خلط في كتاب كشف الظنون لحاجي خليفة بسبب ورود لفط أصول الدين اعتبر مؤلف كشف الظنون هذا الكتاب شرحا لمنهاج الأصول لناصر الدين البيضاوي المتوفى سنة 685 أي بحوالي قرن من الزمن بعد وفاة القزويني. وهذا الخلط قد تعاقبت على ترديده ونشره المواقع الإلكترونية ووسائل الاتصال الاجتماعي. وقد نشر هذا الكتاب في بيروت بتحقيق عبد المولى هاجل، دار الكتب العلمية، 1442هـ/ 2020م،ISBN 2745192264, 9782745192264